# 佐久間泉
佐久間 泉（さくま いずみ、1985年12月18日 - ）は、日本のAV女優。ガールールプロ所属。

## 略歴
2021年6月、マドンナ専属女優としてAVデビュー。プロフィールは1986年10月1日生まれ。
専属作品は1本のみで、以降は企画単体女優として活動。
看護師設定でデビューしたが、のちに演出上の設定であったと告白している。当時の心境を「資格も持ってないし、騙りとかしたくなかった」と吐露している。

## 作品

### アダルトDVD
2021年
- Hカップの大きな胸に秘めた、小さな不貞願望 医師と同僚の不倫現場を目撃して性欲と理性崩壊!! ムチムチ看護師 佐久間泉 36歳 AVデビュー!!（6月25日、マドンナ）
- 近ごろ豊満な熟女体型を気にしはじめた嫁の母が恥じらう姿に僕は勃起してしまった（9月21日、ヴィーナス）
- 母子交尾 【下伊佐野路】（11月16日、ルビー）
- デカチンな義弟の激しすぎる腰使いの虜になる不貞な人妻（12月27日、グラフィティジャパン）
- 素人 ナンパ中出し!! 働く人妻さんをイカセまくって中出し!!（12月27日、グラフィティジャパン）

2022年
- 僕の憧れの叔母さんで筆おろし（1月4日、ルビー）
- インドア生活でムチムチに肉付いたオタク奥さん 寝取られ好き夫のためにAV現場へ来てみたら、ケタ違いのテクとチ●ポで獣みたいにヨガってしまう（1月25日、ブロッコリー）
- 完全撮り下ろし 乳もみナンパ! おっぱいパワーで日本を元気にしよう!! 恥じらう赤面素人娘100人の色・形・大きさの違う生おっぱいを揉んで!触って!鷲掴み! 街行く女の子たちに交渉→即揉み! vol.09 「今ここで!?さっき出会ったばかりなのに恥ずかしい…(照)」 5時間スペシャル!（2月1日、ディープス）他出演:99人

2024年
- カメラの前でおしっこする女 5（11月26日、グローリークエスト）